# 구안찰레
구안찰레(이탈리아어: guanciale, 발음 [ɡwanˈt͡ʃale])는 돼지의 항정살로 만든 이탈리아의 염장육이다. 명칭은 이탈리아어로 항정살(guacia)에서 유래되었다.

## 생산 방법
돼지 항정살에 소금과 향신료(주로 간 후추, 고춧가루, 백리향, 회향 외에도 마늘을 섞기도 한다)를 문지른 후, 3주 가까이 중량이 30%가 빠질 때까지 3주 정도 염장한다. 맛은 판체타를 비롯한 다른 염장 돼지고기보다 강하며, 질감이 더 섬세하다. 가열하면 대개 안의 지방이 녹는다.

## 요리에서의 활용
구안찰레는 한입 크기로 썰어 바로 생식할 수 있지만, 카르보나라 스파게티(spaghetti alla carbonara)나 아마트리차나 소스(sugo all'amatriciana)를 비롯한 파스타 요리에 주로 쓰인다.
중부 이탈리아의 특산물로, 움브리아 주와 라치오 주에서 주로 생산한다. 이탈리아의 염장 삼겹살인 판체타와 마찬가지로 구안찰레가 없을 경우 대체제로 흔히 활용되는 베이컨과 다르게 훈연하지 않은 염장육이다.

## 같이 보기
- 카르보나라